# Coelopisthia bicarinata
Coelopisthia bicarinata är en stekelart som beskrevs av Girault 1916. Coelopisthia bicarinata ingår i släktet Coelopisthia och familjen puppglanssteklar. Inga underarter finns listade i Catalogue of Life.